# DA・DA・DA
『DA・DA・DA』（ダ・ダ・ダ）は、大黒摩季2ndアルバムで初のフルアルバム。1993年4月28日、東芝EMI / TM FACTORYから発売された。その後大黒の移籍に伴い、1994年2月2日にビーイングのレコードレーベルB-Gram RECORDSから再発売された。

## 概要
今作では未収録の4thシングル『別れましょう私から消えましょうあなたから』と同時発売。
前作の1stアルバム『STOP MOTION』はミニアルバムだったが、今作は初のフルアルバムとして発売され、初回プレスは三方背BOX仕様となっている。
2019年12月31日に配信限定で2019年版リマスタリングヴァージョンが配信された。
2019年版リマスタリングヴァージョンでは「CRAZY WOLF」に後奏が追加され演奏時間が4:09に伸びているのに加え「MAGY'92」では最後の大黒のサンプリングボイスがカットされているなどリマスタリングに留まらない変更が見られる。

## 記録
オリコンアルバムチャートTOP10内に8週間ランクイン。TOP100内には通算42週間ランクインした。

## 収録曲
| 全作詞: 大黒摩季、全編曲: 葉山たけし。 |                                |          |            |      |
| #                                      | タイトル                       | 作詞     | 作曲       | 時間 |
| 1.                                     | 「DA・DA・DA」                 | 大黒摩季 | 大黒摩季   | 4:07 |
| 2.                                     | 「恋のTIME MACHINE」           | 大黒摩季 | 大黒摩季   | 4:28 |
| 3.                                     | 「チョット」(3rdシングル)      | 大黒摩季 | 織田哲郎   | 3:38 |
| 4.                                     | 「DA・KA・RA」(2ndシングル)    | 大黒摩季 | 大黒摩季   | 3:26 |
| 5.                                     | 「Guts My Mind!!」             | 大黒摩季 | 大黒摩季   | 4:33 |
| 6.                                     | 「求める未来が変わった」       | 大黒摩季 | 大黒摩季   | 5:23 |
| 7.                                     | 「CRAZY WOLF」                 | 大黒摩季 | 大黒摩季   | 3:52 |
| 8.                                     | 「MAGY'92」                    | 大黒摩季 | 大黒摩季   | 4:27 |
| 9.                                     | 「MAHATTAN BEACH」             | 大黒摩季 | 葉山たけし | 4:31 |
| 10.                                    | 「いつか見える…きっとわかる…」 | 大黒摩季 | 大黒摩季   | 4:38 |

## クレジット
- 長戸大幸 （Being）- プロデューサー
- 寺島良一 （Being）- ディレクター
- 中島正雄（Being） - スーパーバイザー
- 鈴木謙一（Being） - アートディレクター
- 細野晋司 - フォトグラファー（ジャケット表以外）
- Naoki "J" Yomogida（Being） - レコーディング＆ミキシングエンジニア

## 参加ミュージシャン
- 葉山たけし - コーラス（#2, 10）、ギター（全て）・インスト制作（全て）
- 高水健司 - ウッド・ベース（#6）
- 上村義之 - エレキ・ベース（#8）
- 渡辺直樹 - エレキ・ベース（#9, 10）
- 富樫春生 - ピアノ（#2, 6, 10）
- 小野塚晃 - ピアノ（#7）エレキ・ビアノ、モーグ・シンセサイザー（#9）オルガン（#10）
- 勝田一樹 - サックス（#3, 4, 5）
- 沓野行秀 - パーカッション（#2, 5, 7, 9）
- 牧穂エミ - コーラス（#1）
- 栗林誠一郎 - コーラス（#9）
- 大黒摩季- コーラス（全て）
- イッキーズ（#1, 2）